# Саканов, Евстафий Фёдорович
Евста́фий Фёдорович Сака́нов (1 декабря 1920, Тушналы, Козьмодемьянский кантон, Марийская автономная область, РСФСР — 6 октября 2004, Йошкар-Ола, Марий Эл, Россия) — горномарийский советский государственный, партийный и административный деятель. Второй, первый секретарь Горномарийского райкома КПСС (1956—1962), председатель Горномарийского райисполкома Марийской АССР (1962—1968). Заведующий организационным отделом Президиума Верховного Совета Марийской АССР (1970—1987). Делегат XXIII съезда КПСС (1966). Участник Великой Отечественной войны. Член ВКП(б) с 1943 года.

## Биография
Родился 1 декабря 1920 года в деревне Тушналы ныне Горномарийского района Марий Эл. 
В ноябре 1940 года призван в РККА. Участник Великой Отечественной войны: в  1941—1942 годах — авиамоторист, в 1942 году — командир стрелкового взвода, в 1943 году — старший адъютант стрелкового батальона 1040 стрелкового полка 295 стрелковой дивизии 2 гвардейской армии на 4 Украинском фронте, в 1944—1945 годах — оперативник частей «Смерш» 15-й воздушной армии на Южном фронте, капитан. В качестве старшего адъютанта разрабатывал план атак, и, как правило, шёл в первых рядах наступающих. Во время одной из контратак лёг за ручной пулемёт и уничтожил до 15 врагов. Был ранен. В 1943 году вступил в ВКП(б). Демобилизован из армии в октябре 1947 года в звании майора.
Вернулся на родину: в 1947—1955 годах — секретарь, заместитель председателя Горномарийского районного исполкома, в 1955—1956 годах —  редактор газеты «Ленинский путь». В 1956—1962 годах — второй, первый секретарь Горномарийского райкома КПСС, в 1962—1968 годах — председатель Горномарийского райисполкома Марийской АССР.
В 1960 году окончил Казанскую высшую партийную школу.
В 1970—1987 годах — заведующий организационным отделом Президиума Верховного Совета Марийской АССР.  
В 1963—1967 годах избирался депутатом Верховного Совета Марийской АССР VI созыва. В 1966 году избирался делегатом XXIII съезда КПСС. 
Скончался 6 октября 2004 года в г. Йошкар-Оле. 

## Награды

### Трудовые
- Медаль «За трудовую доблесть» (1965)[1]
- Юбилейная медаль «За доблестный труд. В ознаменование 100-летия со дня рождения Владимира Ильича Ленина» (1970)
- Серебряная медаль ВДНХ (1966)[1]
- Почётная грамота Президиума Верховного Совета Марийской АССР (1970, 1980)[1]

### Боевые
- Орден Красной Звезды (24.10.1943, 23.02.1945)[3][4][7]
- Медаль «За отвагу» (СССР) (22.08.1943)[4][7]
- Медаль «За оборону Кавказа» (01.05.1944)[4][7]
- Медаль «За победу над Германией в Великой Отечественной войне 1941—1945 гг.» (09.05.1945)[4][7]